# АНТ-3
АНТ-3 — советский двухместный разведчик, цельнометаллический одностоечный полутораплан.

## История
В АНТ-3 использован тип фюзеляжа самолёта АНТ-2. Фюзеляж выглядел высоким, с трёхгранным поперечным сечением. Наблюдатель-стрелок в этом сечении мог работать стоя. Верхнее крыло почти лежало на фюзеляже. Задание на проектирование и постройку АНТ-3 выдали в начале 1924 года; уже в апреле был готов проект с двигателем Liberty L-12 мощностью в 400 л. с. Опытный образец выпустили в июле 1925 года.
С декабря 1925 года на московском заводе № 25 строили несколько самолётов для перелётов в Европу, предполагавшихся в 1926 году и головной образец для серии на московском государственном заводе № 5 в Филях, где завершили производство корабельного поплавкового разведчика Юнкерс Ю-20 и разведчика Ю-21. Член Правительственной комиссии по дальним перелётам М. М. Громов рекомендовал поставить на самолёты для перелётов двигатель Napier Lion (на англ.) мощностью в 450 л. с. Предложение утвердила комиссия. На этих самолётах N-образные стойки коробки крыльев заменены К-образными. В итоге АНТ-3 «Пролетарий» показал значительно лучшие данные.
На АНТ-3 «Пролетарий» Громов вместе с бортмехаником Е. В. Радзевичем с 30 августа по 2 сентября 1926 года выполнили круговой перелёт Москва — Берлин — Париж — Вена — Прага — Варшава — Москва. Этот маршрут имел протяжённость 7150 км. Перелёт выполнен за 34 ч 15 мин. лётного времени. В 1927 году на самолёте с названием «Наш ответ» (сокращение от «Наш ответ Чемберлену») лётчик С. А. Шестаков с бортмехаником Д. В. Фуфаевым выполнили перелёт Москва — Сарапул — Омск — Новосибирск — Красноярск — Иркутск — Чита — Благовещенск — Спасск — Наньян — Окаяма — Токио — Москва. За 153 ч они пролетели более 20 тысяч км. Перелёты продемонстрировали успехи самолётостроения и мастерство советских лётчиков в мире.
Самолет АНТ-3 использовался:
- как самолет разведчик
- как легкий бомбардировщик
- в боевых действиях в Средней Азии, против басмачей
- для почтовых перевозок[5]

## Конструкция[5]
АНТ-3 - одностоечный полутораплан цельнометаллической конструкции.
- Крылья - оба крыла двухлонжеронные. Верхнее крыло состоит из двух консолей, которые крепятся к кронштейнам, установленными по оси фюзеляжа. Нижнее крыло соединяется с фюзеляжем болтами. Под нижним крылом расположены восемь бомбодержателей, на которые подвешивались 8 бомб по 32 кг каждая.
- Фюзеляж - трехлонжеронный. Трехгранная форма за счет своей жесткости позволяла не использовать растяжки и подкосы при креплении нервюр. Двигатель, топливные баки, кабины летчика и летчика-наблюдателя размещались одна за другой. Слева снаружи у кабины летчика размещался синхронный пулемет с боезапасом 250 патронов.
- Стабилизатор - с переменным углом установки.
- Обшивка самолета - гофрированные листы кольчугалюминия толщиной 0,3-0,8 мм.
- Шасси - трехстоечное, стойки были выполнены в виде треноги, внутренний подкос внизу был изогнут и выведен наружу, выполняя роль полуоси. Зимой устанавливались лыжи. В качестве третьей опоры  был установлен костыль.

## Тактико-технические характеристики
Данные рекордного АНТ-3 «Пролетарий».
Технические характеристики
- Экипаж: 2 (лётчик и механик)
- Длина: 9,4 м
- Размах крыла: 13,1 м
- Высота: 2,95 м
- Масса пустого: 1412 кг
- Максимальная взлётная масса: 2400 кг
- Силовая установка: 1 × 12-цилиндровый W-образный двигатель Napier Lion (на англ.)
- Мощность двигателей: 1 × 450 л.с.

Лётные характеристики
- Максимальная скорость: 226 км/ч
- Крейсерская скорость: 195 км/ч
- Практическая дальность: 560 км
- Практический потолок: 5100 м
- Скороподъёмность: 294 м/мин

## Схожие самолёты
Breguet XIX
Юнкерс Ю-21

## Галерея

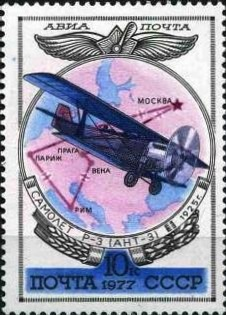
Почтовая марка СССР. 1977. Самолёт Р-3 (АНТ-3). Номер в каталоге ЦФА 4729
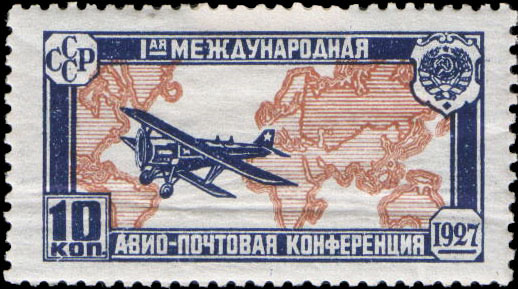
Почтовая марка СССР. Первая международная авиапочтовая конференция в Гааге.
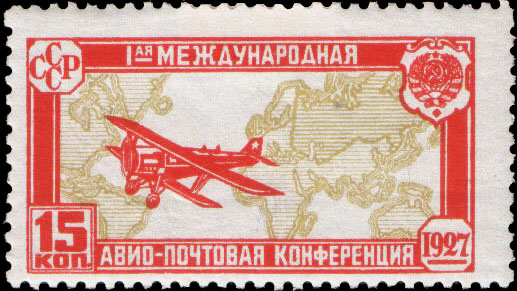
Почтовая марка СССР. Первая международная авиапочтовая конференция в Гааге.